# Tegenregering van Szeged

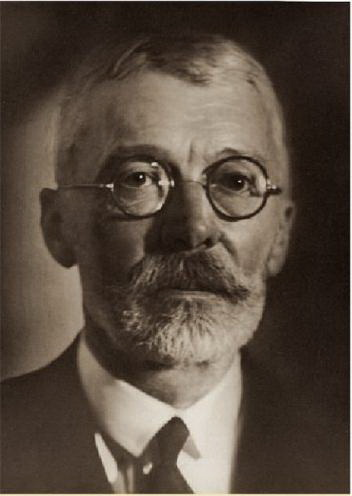
Graaf Gyula Károlyi, de eerste premier van de tegenregering van Szeged

De tegenregering van Szeged was de Hongaarse contrarevolutionaire regering die in 1919 werd gevormd tegen de communistische regering van de Hongaarse Radenrepubliek, en in Szeged zetelde.
De Asterrevolutie op het einde van de Eerste Wereldoorlog leidde in Hongarije tot het einde van de Oostenrijks-Hongaarse monarchie en de oprichting van de kortstondige Democratische Republiek Hongarije. In maart 1919 werd de Democratische Republiek echter omvergeworpen door een staatsgreep van communisten, die de Hongaarse Radenrepubliek afkondigden. 
Vele Hongaarse toppolitici verhuisden naar Wenen om te ontsnappen aan de revolutie en de Rode Terreur. Rond de persoon van graaf István Bethlen ontstond een beweging die zich het einde van het communistische bestuur tot doel had gesteld en zich het Anti-bolsjewistische comité noemde. Parallel hieraan vormde graaf Gyula Károlyi op 5 mei 1919 in Arad een contrarevolutionaire regering. Toen de Roemeense troepen tijdens de Hongaars-Roemeense Oorlog Arad in mei 1919 echter veroverden, werden Károlyi en enkelen van zijn ministers gevangengenomen. Na zijn vrijlating ging Károlyi naar de stad Szeged, die nog door het Franse leger bezet was, en reorganiseerde daar zijn regering. Op 31 mei 1919 werd de eerste regering van Szeged gevormd.
Pál Teleki werd aangesteld als minister van Buitenlandse Zaken. Als minister van Oorlog stelde Károlyi de voormalige admiraal van de Oostenrijks-Hongaarse vloot, Miklós Horthy, aan. Gyula Gömbös was staatssecretaris op het ministerie van Oorlog. Horthy richtte een "wit leger" op: het Nationaal Leger. Onder de officieren die onder Horthy dienden, bevonden zich ultra-nationalistische soldaten die uit wraak voor de Rode Terreur wreedheden begingen en zo aanhangers van de communisten wilden uitschakelen en de bevolking wilden intimideren en aan het nieuwe gezag doen gehoorzamen. Deze wreedheden staan bekend als de Witte Terreur.
Op 12 juli nam Dezső Pattantyús-Ábrahám het voorzitterschap van de tegenregering over van Károlyi. In deze regering had Horthy geen ministerportefeuille meer, maar werd hij benoemd tot opperbevelhebber van het Nationaal Leger. In augustus 1919 werd Boedapest door de Roemeense troepen bezet, waarna de linkse regering onder leiding van Gyula Peidl door rechtse krachten ten val werd gebracht en de kortstondig gerestaureerde Hongaarse republiek in het leven werd geroepen.
Op 19 augustus 1919 trad ook de tegenregering van Szeged terug ten gunste van de nieuwe burgerlijke regering onder leiding van István Friedrich.